# Ologamasus striolatus
Ologamasus striolatus är en spindeldjursart som först beskrevs av Berlese 1916.  Ologamasus striolatus ingår i släktet Ologamasus och familjen Ologamasidae. Inga underarter finns listade i Catalogue of Life.